# Йордан Миланов (офицер)
Йордан Сергиев Миланов е български висш офицер, генерал-майор на Военновъздушни сили на България, доктор на военните науки.

## Биография

### Ранен живот и образование
Йордан Миланов е роден на 20 ноември 1924 г. в Иваняне (Банкя), предградие на София, България. През 1935 г., той завършва Народно Основно Училище „Отец Паисий“, и продължава своето образование като евентуално завършва Народна Прогимназия „Княз Роман Търновски“ през 1938 г. Миланов е привлечен към авиацията от ранна възраст, което спомага за завършването му със среден успех 95.3% на Народно военновъздушно техническо училище „Васил Коларов“ в Казанлък през 1945 г., когато той е на 21. Той продължава обучението си, завършвайки през 1947 г. със среден успех 99.3% Висше военновъздушно училище „Георги Бенковски“; следва Военна академия „Георги Раковски“ през 1958 г., и Военна академия на Генералния щаб на Русия през 1965 г. При завършването в Русия е награден с единствения златен медал на випуска си, с грамота, лично подписана от тогавашния маршал на Съветския съюз – Матвей Захаров

### Военна кариера
През 40 години примерна военна служба Миланов заема редица командни длъжности в България, включително бомбардировки, атаки и ръководство на изтребителната авиация. Работата му започва на 15 септември 1943, когато Миланов е призован да служи на Летище Божурище. След дипломирането му през 1947 г., Миланов продължава службата си като лейтенант пилот в Дванадесети десантно-авиационен полк на българските ВВС, част от Втора десантна дивизия, командвана от полковник Кирил Кирилов. Скоро Миланов е повишен във втори ескадрен навигатор, а скоро след това – в навигатор на полк.
В периода 1961 – 1963 г. е началник-щаб на тактическата авиация. В годините 1969 – 1972 г. работи като началник-щаб на противовъздушната война и на българските ВВС. Между 1974 и 1985 г., като част от Министерството на отбраната на България, служи като главен инспектор както за противовъздушната защита, така и за българските ВВС.

### Програмата Интеркосмос
Ген. Майор Миланов е началник-щаб на Националната комисия по програмата на Българска Космонавтика и главен член на Интеркосмос, Руската международна космическа програма, където работи по програмата за космически полети „Союз 33“, и посещаващата експедиция „Мир ЕР-2“ като част от Селекция на Интеркосмос от 1978 г. Неговите директни приноси помагат за пускането в космоса на първите български астронавти, Георги Иванов (10 април 1979 г.) и Александър Александров (7 юни 1988 г.).

### Пенсиониране
След 40 години служба, на 60-годишна възраст, Ген. Майор Миланов се пенсионира през 1985 г. в София, България. След пенсионирането си той продължава с научната си дейност до приблизително 92-годишна възраст. Неговата работа след пенсиониране довежда до множество документирани събития от факти и изследвания, както и до публикуване на голямо количество статии, рубрики за мнения, интервюта и т.н., плюс няколко печатни книги. Почива на 27 юни 2020 г. в дома си в София.

## Книги и публикации
Ген. Майор Миланов е известен и високо ценен автор, често цитиран във военни и авиационни тематични публикации. Фокусът на неговите публикации и изследвания е главно в областта на тактиката и оперативното изкуство на ВВС, историята на авиацията и приложения в използването на космоса за военни цели.

### Въздушните войски на България през войните1912 – 1945 (2008 г.)
ISBN 978-954-752-125-4
Книгата представлява разширена и актуализирана компилация от три непубликувани авторски трудове, озаглавени „Авиацията и аеро навигацията на България през войните от 1912 – 1945 г.“. Авторът пише в предговора на книгата: „Надявам се, че тази книга, насочена към широк спектър от читатели, ще хвърли по-ярка светлина върху историята на нашата авиация в една от най-важните ѝ роли – военната употреба“.
Книгата се състои от четири глави, описващи Българското участие по въздух в Балканските Войни (1912 – 1913: глава I), Първата Световна Война (1915 – 1918: глава II), Втората Световна Война по време на Българското участие в Тристранния Пакт (1 март 1941 г. – 4 септември 1945 г. Глава III) и Втората Световна Война след Българското участие в Тристранния Пакт (9 септември 1944 г. – 9 май 1945 г.). Книгата е базирана на сериозно проучени факти, получени директно от Българския Централен Военен Архив, както и публикации от български списания като „Военен журнал“, „Военно-техническа мисъл“, „Въздушен преглед“, „Летец“; български вестници като „Военни известия“ и „Народна отбрана“ и голямо количество чуждестранни книги като „Съдебни крила: Американски бомбардировки през Втората световна война“, „История на 15-а ескадрила на военновъздушните сили“ и много други.

### Военният космос преди четвърт век(2012 г.)
ISBN 978-619-7027-01-3
Първоначално книгата е трябвало да излезе през 1987 г.; поради политически сътресения и свързани с това събития, тя е публикувана чак в края на 2012 г., след като е актуализирана от сегашния съавтор Веселин Стоянов. Книгата акцентира множеството аспекти на военната употреба в космоса, особено в светлината на космическата надпревара САЩ – Съветски съюз (СССР). Авторът преразглежда събитията около изстрелването на Спутник-1, полета на Юрий Гагарин от Април 1961 г. и цялостното развитие на космическите програми на САЩ и СССР през този период. Специално внимание се отделя и на програмата Интеркосмос, както и на развитието на програмата на Българска Космонавтика и на българските астронавти Георги Иванов и Александър Александров. Акцент е направен и по отношение на развитието в областта на стратегическия космически контрол и военни действия.

### XXI век и войната(2014 г.)
ISBN 978-619-7027-04-4
Книгата е втора редакция на издадена по-рано книга със същото заглавие. Авторът пише в предговора на книгата: „Тази книга има за цел да покаже, ако е възможно с подробности, основните идеи на някои от най-известните имена в различните национални училища и техните гледни точки в гео политическата и военната наука“.
Книгата се състои от две части: ретроспекция на 20 век и прогноза за първата четвърт на 21 век (част първа), както и задълбочен, всеобхватен поглед към съвременната война (част втора). Авторът черпи вдъхновение и факти от редица източници, както и публикации на световноизвестни личности, като Жак Атали, Збигнев Бжежински, Бриам Бийдъм, Александър Дугин, Херфрид Мюнклер, Владимир Слипченко и Уесли Кларк.

## Награди
- Медал „За Участие В Отечествената Война 1944 – 1945 г.“ (Връчен на 15 юни 1948 г.)
- Медал „За безупречна служба“ 1-ва степен (Връчен на 12 септември 1961 г.)
- Медал „За безупречна служба 2-ра степен (Връчен на 2 септември 1963 г.)
- Медал „20 години БНА“ (Връчен на 1 април 1964 г.)
- Медал „20 години от Победата във Великата Отечествена Война 1941 – 1945“ (Връчен на 7 май 1965 г.)
- Медал, Военна академия на Генералния щаб на Русия (Връчен на 26 юни 1965 г.)
- Медал „25 Години БНА“ (Връчен на 1 юни 1969 г.)
- Грамота, Подготовка и Провеждане на Учение Гранит-72 (Връчена 8 август 1972 г.)
- Медал „30 Години БНА“ (Връчен на 17 септември 1974 г.)
- Орден „9 септември 1944“: 1-ва Степен (Връчен на 3 ноември 1974 г.)
- Медал за 100 години от Освобождението на България от османско робство 3. III 1878 – 3. III 1978]] (Връчен на 2 март 1978 г.)
- Медал „1300 години България“ (Връчен на 18 октомври 1981 г.)
- Медал „100 години от рождението на Георги Димитров“ (Връчен на 21 юни 1982 г.)
- Медал „40 години социалистическа България“ (Връчен на 27 септември 1984 г.)
- Орден „Народна република България“: 1-ва Степен (Връчен на 20 ноември 1984 г.)
- Медал, „40 години от Победата във Великата Отечествена Война 1941 – 1945“ (Връчен на 12 април 1985 г.)